# فنجان
الفِنْجَان (الجمع: فَنَاجِيْن) هو إناء صغير يستخدم للشرب، وعادة ما تكون المشروبات ساخنة مثل القهوة أو الشاي. تصنع الفناجين عادة من الفخار أو الخزف، وقد تصنع من الزجاج. يمكن للفناجين أن تصمم عادة بحيث يكون لها مقبض للإمساك بها، كما يمكن استخدام تصاميم مختلفة لسوائل ومشروبات مختلفة لمناسبات مختلفة.

## التأثيل
جاء في تاج العروس لزبيدي: أن الفنجان أصلهُ فِلْجَان وهي مشتقة من الفِلْج وأصلها بالسريانية بالغين، وهو مكيال ضخم يقال له الفالج. وقال (قلت: وَمن هُنَا يُؤْخَذ قَوْلهم للظَّرْف المُعَدِّ لشُرْبِ القَهْوَةِ وغيرَهَا (فِلْجَان) والعَامّة تَقول: فِنْجَان، وفِنْجَال، وَلَا يصحّانِ)
وقال بعضٌ أن كلمة الفنجان قد تكون معربة من الفارسية من فنجان أو پنگان.

## اقرأ أيضاً
- فنجان قهوة
- فنجان شاي
- قعب
- كوب ورقي
- فنجان نصفي